# 韋恩縣 (猶他州)
韋恩縣（英語：Wayne County）是美国犹他州南部的一個縣，面積6,388平方公里。根據2020年美國人口普查，共有人口2,486人。首府羅亞。
該縣成立於1892年，縣名的來源不詳，一說是紀念美國獨立戰爭英雄安東尼·韋恩，另一說是紀念猶他州議員威爾斯·E·羅賓遜之子韋恩·羅賓遜。